# Andrew Ranger (homme politique)
Andrew Steven Ranger est un homme politique britannique, membre du parti travailliste. ll est député de Wrexham depuis 2024.